# Dinko Dedić
Dinko Dedić, grafički dizajner, iseljenički novinar i bivši politički emigrant.

## Životopis
Osnovnu školu i gimnaziju završio je u Petrinji, a pravo je studirao na sveučilištu u Zagrebu od 1969. do 1972. i odlaska u emigraciju. Na RMIT University u Melbourneu završio je računarstvo.
Osamdesetih godina preuzima uredništvo općehrvatskih novina Hrvatski tjednik i uz pomoć nadglasavanja u Zadrugi Kosinj pretvara novine u vlasništvo i u politiku tada osnovnog Hrvatskog državnog pokreta, čime zbog provokativnih i kontroverznih tema tjednik gubi na popularnosti i dovodi do uspostave u rujnu 1982. Hrvatskog vjesnika.
Uspostavom Hrvatskog državotvornog pokreta postao urednik glasila HDP-a Pokret. U HDP-u je Dedić bio pročelnik za promičbu i pročelnik za organizacijski rad.
Piše za sidnejski novinski tjednik Domovinu, na hrvatskome i engleskome te kolumne za hrvatski portal Hrvatsko nebo